# Мауи
Мауи (енгл. Maui) је друго највеће хавајско острво са површином од 1.883 km² и 17. највеће острво САД. Мауи је део америчке државе Хаваји и највеће од четири острва у округу Мауи, веће од Молокаја и Ланаја и ненасељеног Кахолавеа. На попису 2010. Мауи је имао 144.444 становника, иза Оахуа и Хаваја. Кахулуј је највеће пописом одређено место на острву са 26.337 становника на попису 2010. и трговачки и финансијски центар острва. Вајлуку је седиште округа Мауи и треће највеће пописом одређено место на попису 2010. Друга значајна места су Кихеј, Вајлеа, Макена, Лахајна, Ка'анапали, Капалуа, Макавао, Паја, Кула, Хајку-Паувела и Хана.

## Географија
Разноврсни пејзажи Мауија резултат су јединствене комбинације геолошких, топографских и климатских фактора. Свака вулканска купа у ланцу Хавајских острва изграђена је од тамних стена, богатих гвожђем, а сиромашних кварцом, које су постале хлађењем високо флуидне лаве која се изливала из хиљада отвора током милиона година. Неколико вулкана било је довољно близу један другом да су се токови лаве на њиховим боковима преклапали једни са другима, спајајући се у једно острво. Мауи је пример таквог острва, састављеног од два штитаста вулкана.